# Ilha do Chico Pedro
Ilha do Chico Pedro är en ö i Brasilien.   Den ligger i delstaten Santa Catarina, i den södra delen av landet, 1 200 km söder om huvudstaden Brasília.
Terrängen på Ilha do Chico Pedro är varierad. Öns högsta punkt är 28 meter över havet.
I omgivningarna runt Ilha do Chico Pedro växer i huvudsak städsegrön lövskog. Runt Ilha do Chico Pedro är det ganska tätbefolkat, med 96 invånare per kvadratkilometer.